# 申新公司大樓
申新公司大樓又稱申新紡織公司舊址、申新纺织总公司旧址，是上海市的一座歷史建築，位於江西中路421號。該建築於1921年建成，是一個四层的钢筋混凝土建築，占地面积1621平方米，建筑面积3972平方米，具有折衷主义风格。該建築被列入上海市第五批優秀歷史建築名單。